# Marquesado de San Felices
El marquesado de San Felices es un título nobiliario español creado el 31 de mayo de 1693, con real despacho del 21 de junio de 1693, por el rey Carlos II, para Jerónimo Antonio de Tordesillas Cepeda y Brizuela, regidor de Segovia y tesorero del Real Alcázar. En 3 de julio de 1780, el rey Carlos III concedió la grandeza de España al quinto titular de marquesado.

## Marqueses de San Felices
- Jerónimo Antonio de Tordesillas Cepeda y Brizuela (m. Segovia, marzo de 1691), I marqués de San Felices.

Soltero, sin descendencia, le sucedió su hermano:
- Rodrigo de Tordesillas Cepeda y Brizuela (21 de febrero de 1663-Olmedo, 2 de diciembre de 1731), II marqués de San Felices y regidor de Segovia.[2]

Casó con Teresa de Valterra y Blanes. Le sucedió su hijo:
- Manuel Mateo de Tordesillas Cepeda y Blanes (Segovia, 1695-Olmedo, 1736), III marqués de San Felices.[2]

Soltero, sin descendencia, le sucedió su primo:
- Juan Manuel de Tordesillas y Salazar, IV marqués de San Felices.[1]

Le sucedió su hijo:
- Antonio Ramón de Tordesillas Cepeda (Madrid, 27 de mayo de 1732-13 de mayo de 1803), V marqués de San Felices, grande de España,[1] gentilhombre de cámara y grande de España.[3]

Casó en primeras nupcias el 5 de mayo de 1749, con Manuela de los Ríos y Suárez de Figueroa (m. 1 de junio de 1750). Contrajo un segundo matrimonio el 10 de marzo de 1753, en Zaragoza, con María Antonia de Sada Bermúdez de Castro y Azlor, hija de los marqueses de Campo Real y condes de Cobatillas. Sin descendencia, sucedió su primo:
- Francisco Galiano Dávila, VI marqués de San Felices, grande de España.[1][3]

Sucedió su hermana:
- Mariana Galiano Dávila, VII marquesa de San Felices, grande de España.[1]

Casó con Fernando Manuel de Guillamas y Ortés de Velasco, señor de Villeza. Le sucedió su hijo:
- Mariano Patricio de Guillamas y Galiano (baut. Valladolid, 17 de marzo de 1801-Madrid, 8 de julio de 1863), VIII marqués de San Felices , grande de España,[1] senador por la provincia de Segovia y vitalicio y prócer del reino.[4]

Casó con Cesárea Castañón y Díaz de Castro, marquesa de Campo Fértil. En 18 de julio de 1864, le sucedió su hijo:
- Fernando de Guillamas y Castañón (Valladolid, 31 de julio de 1823-Zumárraga, 5 de agosto de 1869), IX marqués de San Felices, grande de España.[1]

Casó en 1852, en Madrid, con Juana Piñeyro Echeverri Chacón y Pérez del Pulgar, VII condesa de Mollina, IX condesa de Torrubia, marquesa de Villamayor, grande de España. En 10 de abril de 1870, le sucedió su hijo:
- José María de Guillamas y Piñeyro, X marqués de San Felices, grande de España.[1]

Casó con María del Pilar de Caro y Szechenyi (m. Madrid, 28 de diciembre de 1931) quien después de enviudar casó en segundas nupcias con Carlos Martínez de Irujo, duque de Sotomayor, y después con Pedro Álvarez de Toledo y Samaniego, marqués de Martorell. En 17 de abril de 1900, le sucedió su hija:
- Isabel de Guillamas y Caro, XI marquesa de San Felices, grande de España.[1]

Casó, en 1906, con José Antonio Azlor de Aragón y Hurtado de Zaldívar, XVII duque de Villahermosa. En 22 de marzo de 1963, le sucedió su hija:
- María de la Concepción Azlor de Aragón y Guillamas (m. Madrid, 25 de abril de 2022), XII marquesa de San Felices, grande de España.[1]

Casó con Pablo de Churruca y de la Plaza, caballero de la Orden de Malta.
- Pablo de Churruca y Azlor de Aragón, XIII marqués de San Felices, grande de España,[7] caballero de la Orden de Santiago, de la Orden de Malta y maestrante de Zaragoza.

Casado con María Arróspide y Ruiz de Arana, hija de los XVII condes de La Revilla. Con sucesión.